# Quthing (district)
Quthing is een district in Lesotho. Het heeft een oppervlakte van 2916 km² en kent een inwoneraantal van ongeveer 125.000.
De gelijknamige plaats, ook bekend als Moyeni, is er de enige stad en daarmee hoofdstad (Engels: camp town; Afrikaans: kampdorp). Moyeni betekent 'de plaats van de wind'
In het zuiden, zuidwesten en oosten grenst het district aan Zuid-Afrika.
Daarnaast heeft het district grenzen met de volgende andere districten:
- Mohale's Hoek - noorden
- Qacha's Nek - noordoosten

Berea · Butha-Buthe · Leribe · Mafeteng · Maseru · Mohale's Hoek · Mokhotlong · Qacha's Nek · Quthing · Thaba-Tseka